# Fort Bonifacio
Pour les articles homonymes, voir Bonifacio (homonymie).
Fort Bonifacio (nommé aussi Bonifacio Global City ou The Global City) est un district fortement urbanisé de Taguig, dans le Grand Manille aux Philippines. Ces dernières années, il a connu une croissance commerciale à la suite de la vente de terrains militaires par la Bases Conversion Development Authority (BCDA). Le district entier constituait le camp principal de l'Armée philippine dans le Grand Manille, Fort Andres Bonifacio.
En 1995, Bonifacio Land Development Corporation commence à planifier un développement urbain important — Bonifacio Global City. BLDC fait une offre qui est acceptée pour devenir partenaire de la BCDA dans le développement du district. Ayala Corporation au travers d'Ayala Land, Inc., et Evergreen Holdings Inc., du Campos Group, achètent à Metro Pacific une participation majoritaire dans BLC en 2003. BCDA et les deux sociétés contrôlent maintenant Fort Bonifacio Development Corporation, qui supervise l'urbanisme de Bonifacio Global City.

## Fort Andres Bonifacio
Fort Andres Bonifacio, situé à Taguig, est le quartier général national de l'Armée philippine, du Southern Police District et de la base maritime de la marine philippine et de la Philippine Marine Corps. Il se trouve près de la base aérienne Col. Jesus A. Villamor, quartier général de la Force aérienne philippine (PAF). Le camp portait le nom d'Andrés Bonifacio, leader révolutionnaire de Katipunan durant la révolution philippine contre l'Espagne.
Durant la période coloniale américaine, le gouvernement américain acquit 25,78 km2 à Taguig à des fins militaires. Cette zone (TCT daté de 1902) a été transformée en camp et nommée Fort William McKinley, d'après le 25e Président américain, William McKinley (1843-1901). Après l'indépendance des Philippines obtenue le 4 juillet 1946, les États-Unis accordèrent à la république des Philippines tous les droits de possession, juridiction, surveillance et contrôle du territoire des Philippines, excepté sur leurs bases militaires. Le 14 mai 1949, Fort McKinley a finalement été remis au gouvernement philippin en vertu de l'US Embassy Note No. 0570.
Sous la direction du Genéral Alfonso Arellano de l'AFP, Fort McKinley devint le siège permanent de l'armée des Philippines en 1957 et fut renommé Fort Andres Bonifacio, d'après le Père de la révolution philippine contre l'Espagne, Andrés Bonifacio, dont le père Santiago Bonifacio était natif de Makati.

## Bonifacio Global City

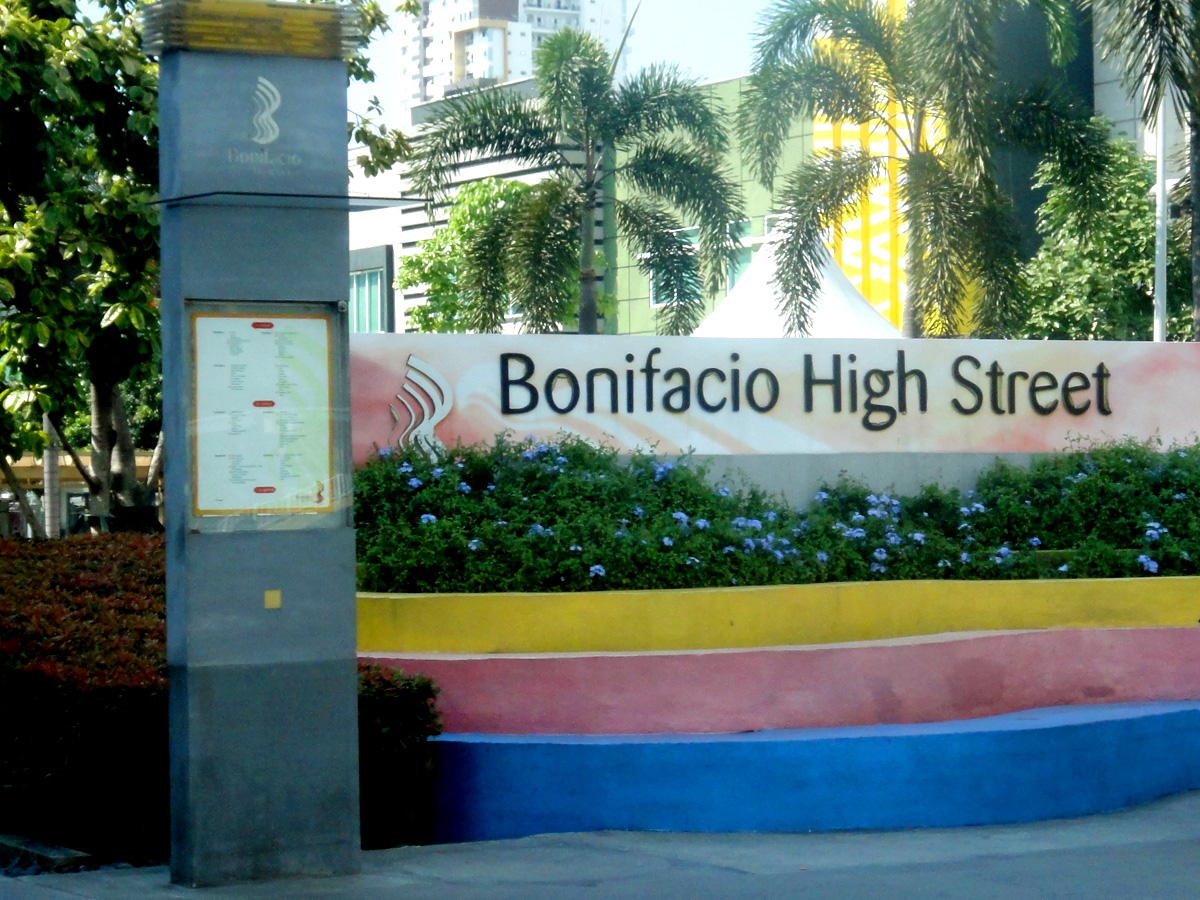
Bonifacio High Street.

En 1995, Bonifacio Land Development Corporation, un consortium dirigé par la Metro Pacific, fit une offre pour devenir partenaire de la BCDA dans le développement de Bonifacio Global City, qui fut acceptée. Ayala Land, Inc. et Evergreen Holdings, Inc., du Campos Group, achetèrent à Metro Pacific une participation majoritaire dans BLC en 2003. BCDA et les deux sociétés contrôlent désormais Fort Bonifacio Development Corporation, qui supervise la planification principale de Bonifacio Global City. Bonifacio Global City est maintenant un quartier riche avec de nombreux gratte-ciels, même si la ville s'accroît encore. De nombreux gratte-ciels sont en construction et seront construits dans l'avenir.
Bonifacio Global City abrite aujourd'hui des condominiums résidentiels haut de gamme comme Essensa, Serendra, Pacific Plaza Towers, Bonifacio Ridge et Regent Parkway, ainsi que des ensembles de bureaux comme Net One et Bonifacio Technology Center. La plupart des restaurants branchés, bars, clubs, et magasins de détail se trouvent sur Bonifacio High Street, Serendra, The Fort Square et Fort Strip. Pendant ce temps, Bonifacio Stop-over et le Car Plaza s'adressent aux automobilistes. Un important centre commercial est implanté à Global City : Market! Market! de Ayala Land et SM Aura.
De nombreuses sociétés ont acquis des propriétés et certaines se sont engagées à y déménager leur bureau régional ou national, dont Accenture, The Hongkong and Shanghai Banking Corporation, Deutsche Bank, Lawson Software, Fujitsu, Hewlett-Packard, Ericsson, Tetra Pak, JPMorgan Chase et Safeway Inc..
Ouvert fin 2009, St. Luke's Medical Center regroupe un hôpital de 16 étages avec 600 lits, un bâtiment de 11 étages sur les arts médicaux, 374 cliniques médicales et dix instituts (cœur – cancer – neurosciences - maladies du foie et de l'appareil digestif – ophtalmologie - orthopédie et médecine du sport – pathologie - médecine pulmonaire – radiologie - pédiatrie et santé de l'enfant).
L'hôpital possède une des technologies médicales les plus avancées aux Philippines et un personnel hautement qualifié.
Un Colisée et centre de convention seront construits par Northshore Holdings, Inc. et l'actuelle administration de Taguig sur un site de 35 000 m2 voisin de Market! Market!. Le centre comprendra un hôtel, un immeuble de bureaux, des appartements avec services, un centre commercial et une aire de restauration.
Le groupe hôtelier Shangri-La en 2008 a lancé le long de la Fifth Avenue la construction du Shangri-La at the Fort, un ensemble comportant 577 chambres d'hôtel, 97 résidences hôtelières et 96 condominiums de luxe et dont l'ouverture est prévue en 2014. Avec ses 60 étages, Shangri-La at the Fort est un point de repère de la ville. Il partage le premier bloc avec les nouveaux quartiers généraux de la bourse unifiée de la Philippine Stock Exchange.
L'ambassade de la république de Singapour a déménagé d'Ayala Avenue, à Makati, vers son emplacement définitif actuel près du centre de Global City en 2008. Leaders International Christian School of Manila, British School Manila, International School Manila, Manila Japanese School, STI College, et MGC-New Life Christian Academy à Global City sont tous situés sur l'University Parkway de Bonifacio Global City. Parmi les autres établissements d'enseignement du secteur on trouve le Global City Innovative College et l'Every Nation Leadership Institute. Le schéma directeur de Fort Bonifacio a récemment été mis à jour afin d'améliorer la gestion de la circulation.
Centres commerciaux situés à Bonifacio Global City :
- Market! Market!
- Serendra
- Bonifacio High Street
- SM Aura

### North Bonifacio
Le 9 septembre 2008, l'ancien maire de Taguig, alors membre du Congrès, Sigfrido Tiñga, annonce que The Fort et la ville construiront le Federal Land Tower. Ce gratte-ciel aura 66 étages pour une hauteur totale de 250 mètres. Federal Land, Inc. (dirigée par son président Alfred Ty), commença les travaux de cette tour de 20 milliards de pesos fin 2008, sur une parcelle de 27 hectares du district de North Bonifacio (appartenant à la fois à Metrobank Group of Companies et the Bases Conversion Development Authority, BCDA). Les 25 premiers étages sont occupés par le Grand Hyatt Hôtel (500 à 600 chambres), et le reste par des résidences et des commerces,.

### Forbeswood Heights
Forbeswood Heights est un ensemble résidentiel de Megaworld Corporation composé de six tours de 22 étages chacune. Il y a 12 logements par étage, composés d'une chambre à coucher et d'un studio surplombant un parc de 5 500 mètres carrés

## McKinley Hill
McKinley Hill est un projet de développement de Megaworld Corporation, sur un secteur de 50 hectares à usage mixte résidentiel, bureau, centres de restauration au détail et institutionnels pour une clientèle internationale. Il est situé à l'est du Forbes Park et au sud de Bonifacio Global City. Une des premières institutions à s'y installer est l'Ambassade du Royaume-Uni. Son bâtiment se trouve sur un terrain de 1,2 hectare lui appartenant. Depuis le 15 juillet 2008, l'Ambassade du Royaume-Uni a commencé à s'y installer,. L'ambassade de Corée du Sud a également déménagé ses installations au McKinley Hill à côté de l'Ambassade du Royaume-Uni en face de la C-5 Road où se trouvent les principaux axes. Les récentes ouvertures de la Chinese International School Manila et de la Korean International School Philippines se trouvent sur McKinley Road alors qu'Enderun Colleges, une école hôtelière internationale, se trouve sur Park Avenue. Le Venice Piazza du McKinley Hill est un centre commercial situé à proximité de la Chinese International School Manila. Il a ouvert progressivement en novembre 2009. Il dispose d'un Canal Grande avec des gondoles, sur le modèle de l'hôtel vénitien Canal Grande.

## Heritage Park
L'Heritage Park est exploité par la BCDA sur 76 hectares à haute valeur. C'est un parc mémorial polyvalent conçu dans un environnement  idéal, avec de beaux monuments, équipé de services modernes d'inhumation, crématoriums et autres installations. Le parc est ouvert depuis le premier trimestre 2001. Heritage Park est situé sur Bayani Road à Fort Bonifacio, entre Libingan ng mga Bayani et Manila American Cemetery and Memorial.

## Monuments

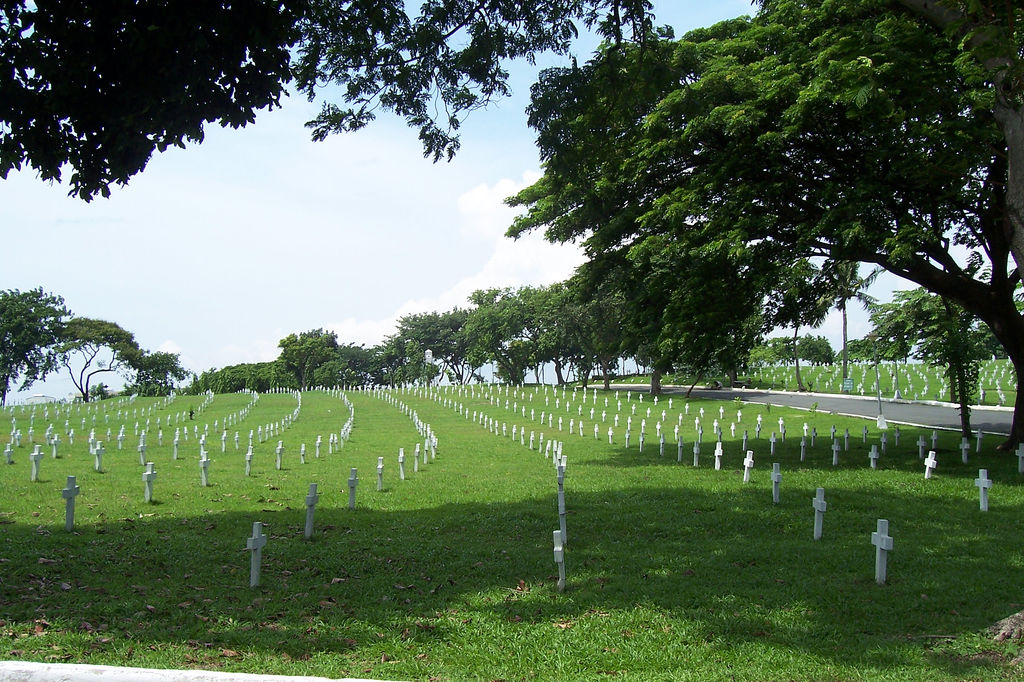
Une partie du Libingan ng Mga Bayani.

Le Libingan ng mga Bayani (Cimetière des Héros) est un lieu commémoratif en l'honneur de 33 520 soldats philippins tués à Bataan, Corregidor et sur d'autres champs de bataille de la Deuxième Guerre mondiale. Les Présidents des Philippines, les artistes nationaux et d'autres personnes importantes des Philippines y sont également enterrés. Le Mémorial de la guerre du Vietnam et le Mémorial de la guerre de Corée se trouvent au Libingan ng mga Bayani.
Le Manila American Cemetery and Memorial se trouve sur un plateau dans les limites de Fort Bonifacio. Il contient le plus grand nombre de tombes (17 206) de soldats américains tués pendant la Seconde Guerre mondiale. La plupart des soldats qui y sont enterrés sont morts en opération en Nouvelle-Guinée et aux Philippines.

## Controverses
Makati et Taguig se sont récemment affronté pour la juridiction sur Fort Bonifacio. Une partie de la base, dont le Libingan ng mga Bayani et le cimetière américain, se trouve dans Taguig, alors que la partie nord où le développement de Global City est focalisé était auparavant considérée comme faisant partie de Makati. Une décision de 2003 du juge de la сour régionale de première instance de Pasig a confirmé la juridiction de Taguig sur l'ensemble du territoire de Fort Bonifacio, dont Bonifacio Global City.

### Décision
Le 27 juin 2008, la Cour suprême, par la voix de Leonardo Quisumbing, rejette l'action de Makati, cherchant à rendre nul les Brevets Spéciaux 3595 et 3596 signés par Fidel V. Ramos qui transmettent via la Bases Conversion and Development Authority le domaine public de Fort Bonifacio à Taguig. En raison d'une affaire civile en cours déposée par le gouvernement de Taguig demandant à la cour de définir ses limites territoriales, Makati ne peut empêcher Taguig de collecter des taxes sur les territoires situés à Fort Bonifacio,,.

#### Revendication de Pateros sur Fort Bonifacio
La municipalité de Pateros, la plus petite ville du Grand Manille, proche de Fort Bonifacio, revendique une superficie originelle de 1040 hectares (10,4 km²) et non pas de 2,10 km², comprenant donc Fort Bonifacio, et notamment Barangays Comembo, Pembo, East Rembo, West Rembo, Cembo, South Cembo et Pitogo qui font partie actuellement de Makati City et de Bonifacio Global City, qui fait partie de Taguig, en s'appuyant sur des documents et des cartes officielles provenant de bibliothèques et de bureaux dont l'USA Library of Congress et USA Archives. ("Susi ng Pateros Newsletter", 2000).
La perte de territoire de Patero fut prise en compte dans le plan cadastral du Grand Manille réalisé en 1978. Le défunt maire de Pateros Nestor Ponce contesta ce plan dans une lettre datée du 23 juin 1978, mais en janvier 1986, l'ancien Président Ferdinand Marcos publie la Proclamation No 2475 statuant que Fort Bonifacio est localisée à Makati et qu'il est ouvert à la disposition[Quoi ?]. Cela provoqua un litige de frontière qui pousse Pateros à demander un dialogue à ce sujet avec le Counseil Municipal de Makati en 1990. Pateros a également déposé plainte contre Makati à la Makati RTC en 1996 mais le tribunal de première instance a renvoyé l'affaire pour défaut de compétence. L'affaire fut examinée en Cour d'Appel en 2003 mais elle a été également rejetée, ainsi qu'en Cour suprême en 2009 ("Susi ng Pateros Newsletter", 2009).

#### Décision de la Cour suprême
Près de deux décennies plus tard, le 16 juin 2009, la Cour suprême par la voix de Antonio Eduardo B. Nachura, rejette la pétition de Pateros contre Makati mais  déclare que le litige doit être réglé à l'amiable via les organismes législatifs respectifs, Section 118(d) du Local Government Code. Conformément à la décision, Pateros invita Makati à un dialogue de conseil à conseil. Cela s'est passé le 8 octobre 2009. Quatre réunions se sont tenues et lors de la quatrième, le 23 novembre 2009, une résolution conjointe fut faite indiquant que Pateros invitera le Local Government of Taguig dans un dialogue de conseil à conseil débouchant sur une conférence tripartite entre Pateros, Taguig et Makati.